# 2025-ös cselgáncs-világbajnokság
A 2025-ös cselgáncs-világbajnokságot a Nemzetközi Dzsúdószövetség (IJF) szervezésében Budapesten rendezték június 13–20. között. Helyszíne a Papp László Budapest Sportaréna. A rendező ország és város kilétét 2024. május 24-én hozták nyilvánosságra. Budapest 2017 és 2021 után harmadszor adott otthont cselgáncs-világbajnokságnak.
Az orosz versenyzők ezen az eseményen is semleges színekben vehettek részt az ukrajna elleni invázió miatt. Fehéroroszország korlátozásait 2025. június 1-jével az IJF feloldotta, így ezen a világbajnokságon már használhatták államuk szimbólumait és győzelem esetén a himnuszukat is lejátszották volna. A döntés elleni tiltakozásképpen Ukrajna bojkottálta a világbajnokságot.

## Menetrend
| ● | Döntők | F | Férfi egyéni | N | Női egyéni | Cs | Csapat |

|             | Jún. 13. | Jún. 14. | Jún. 15. | Jún. 16. | Jún. 17. | Jún. 18. | Jún. 19. | Jún. 20. |
| ----------- | -------- | -------- | -------- | -------- | -------- | -------- | -------- | -------- |
| F (60 kg)   | ●        |          |          |          |          |          |          |          |
| F (66 kg)   |          | ●        |          |          |          |          |          |          |
| F (73 kg)   |          |          | ●        |          |          |          |          |          |
| F (81 kg)   |          |          |          | ●        |          |          |          |          |
| F (90 kg)   |          |          |          |          | ●        |          |          |          |
| F (100 kg)  |          |          |          |          |          | ●        |          |          |
| F (+100 kg) |          |          |          |          |          |          | ●        |          |
| N (48 kg)   | ●        |          |          |          |          |          |          |          |
| N (52 kg)   |          | ●        |          |          |          |          |          |          |
| N (57 kg)   |          |          | ●        |          |          |          |          |          |
| N (63 kg)   |          |          |          | ●        |          |          |          |          |
| N (70 kg)   |          |          |          |          | ●        |          |          |          |
| N (78 kg)   |          |          |          |          |          | ●        |          |          |
| N (+78 kg)  |          |          |          |          |          |          | ●        |          |
| Cs          |          |          |          |          |          |          |          | ●        |

## A magyar sportolók eredményei
Magyarország a világbajnokságon 21 sportolóval képviselteti magát és Gyertyás Róza révén egy bronzérmet szereztek.
Érmesek
| Érem  | Versenyző     | Versenyszám | Dátum      |
| ----- | ------------- | ----------- | ---------- |
| Bronz | Gyertyás Róza | 52 kg       | június 14. |

## Érmesek

### Férfi egyéni
| Versenyszám           | Arany                                                | Ezüst                                  | Bronz                                             |
| --------------------- | ---------------------------------------------------- | -------------------------------------- | ------------------------------------------------- |
| Légsúly (60 kg)       | Nagajama Rjúju · Japán                               | Romain Valadier-Picard · Franciaország | Kazirbekiin Yolk · Mongólia                       |
| Légsúly (60 kg)       | Nagajama Rjúju · Japán                               | Romain Valadier-Picard · Franciaország | Ajub Blijev · Nemzetközi Cselgáncsszövetség       |
| Harmatsúly (66 kg)    | Takeoka Takesi · Japán                               | Nurali Emomali · Tádzsikisztán         | Abe Hifumi · Japán                                |
| Harmatsúly (66 kg)    | Takeoka Takesi · Japán                               | Nurali Emomali · Tádzsikisztán         | Obid Dzhebov · Tádzsikisztán                      |
| Könnyűsúly (73 kg)    | Joan-Benjamin Gaba · Franciaország                   | Daniel Cargnin · Brazília              | Makhmadbek Makhmadbekov · Egyesült Arab Emírségek |
| Könnyűsúly (73 kg)    | Joan-Benjamin Gaba · Franciaország                   | Daniel Cargnin · Brazília              | Isihara Tacuki · Japán                            |
| Váltósúly (81 kg)     | Tyimur Arbuzov · Nemzetközi Cselgáncsszövetség       | Tato Grigalashvili · Grúzia            | Zelim Tckaev · Azerbajdzsán                       |
| Váltósúly (81 kg)     | Tyimur Arbuzov · Nemzetközi Cselgáncsszövetség       | Tato Grigalashvili · Grúzia            | I Dzsunhvan (Lee Joon-hwan) · Dél-Korea           |
| Középsúly (90 kg)     | Murao Szansiró · Japán                               | Tadzsima Goki · Japán                  | Eljan Hajiyev · Azerbajdzsán                      |
| Középsúly (90 kg)     | Murao Szansiró · Japán                               | Tadzsima Goki · Japán                  | Luka Maisuradze · Grúzia                          |
| Félnehézsúly (100 kg) | Matvej Kanyikovszkij · Nemzetközi Cselgáncsszövetség | Arai Dota · Japán                      | Zelym Kotsoiev · Azerbajdzsán                     |
| Félnehézsúly (100 kg) | Matvej Kanyikovszkij · Nemzetközi Cselgáncsszövetség | Arai Dota · Japán                      | Arman Adamjan · Nemzetközi Cselgáncsszövetség     |
| Nehézsúly (+100 kg)   | Inal Taszojev · Nemzetközi Cselgáncsszövetség        | Guram Tushishvili · Grúzia             | Temur Rakhimov · Tádzsikisztán                    |
| Nehézsúly (+100 kg)   | Inal Taszojev · Nemzetközi Cselgáncsszövetség        | Guram Tushishvili · Grúzia             | Kim Mindzsong (Kim Min-jong) · Dél-Korea          |

### Női egyéni
| Versenyszám          | Arany                              | Ezüst                                | Bronz                                |
| -------------------- | ---------------------------------- | ------------------------------------ | ------------------------------------ |
| Légsúly (48 kg)      | Assunta Scutto · Olaszország       | Abiba Abuzhakynova · Kazahsztán      | Laura Martínez · Spanyolország       |
| Légsúly (48 kg)      | Assunta Scutto · Olaszország       | Abiba Abuzhakynova · Kazahsztán      | Koga Vakana · Japán                  |
| Harmatsúly (52 kg)   | Abe Uta · Japán                    | Distria Krasniqi · Koszovó           | Gyertyás Róza · Magyarország         |
| Harmatsúly (52 kg)   | Abe Uta · Japán                    | Distria Krasniqi · Koszovó           | Mascha Ballhaus · Németország        |
| Könnyűsúly (57 kg)   | Eteri Liparteliani · Grúzia        | Tamaoki Momo · Japán                 | Shirlen Nascimento · Brazília        |
| Könnyűsúly (57 kg)   | Eteri Liparteliani · Grúzia        | Tamaoki Momo · Japán                 | Sarah-Léonie Cysique · Franciaország |
| Váltósúly (63 kg)    | Kadzsu Haruka · Japán              | Catherine Beauchemin-Pinard · Kanada | Boldyn Gankhaich · Mongólia          |
| Váltósúly (63 kg)    | Kadzsu Haruka · Japán              | Catherine Beauchemin-Pinard · Kanada | Laura Fazliu · Koszovó               |
| Középsúly (70 kg)    | Tanaka Siho · Japán                | Lara Cvjetko · Horvátország          | Sanne van Dijke · Hollandia          |
| Középsúly (70 kg)    | Tanaka Siho · Japán                | Lara Cvjetko · Horvátország          | Miriam Butkereit · Németország       |
| Félnehézsúly (78 kg) | Alice Bellandi · Olaszország       | Anna Monta Olek · Németország        | Ikeda Kurena · Japán                 |
| Félnehézsúly (78 kg) | Alice Bellandi · Olaszország       | Anna Monta Olek · Németország        | Patrícia Sampaio · Portugália        |
| Nehézsúly (+78 kg)   | Kim Hajun (Kim Ha-yun) · Dél-Korea | Arai Mao · Japán                     | Lee Hyeon-ji · Dél-Korea             |
| Nehézsúly (+78 kg)   | Kim Hajun (Kim Ha-yun) · Dél-Korea | Arai Mao · Japán                     | Romane Dicko · Franciaország         |

### Csapat
| Versenyszám   | Arany | Ezüst | Bronz |
| ------------- | --- | --- | --- |
| Vegyes csapat | Grúzia · Eter Askilashvili · Mikheili Bakhbakhashvili · Lasha Bekauri · Saba Inaneishvili · Eteri Liparteliani · Nino Loladze · Luka Maisuradze · Sophio Somkhishvili · Mariam Tchanturia · Guram Tushishvili | Dél-Korea · Bae Dong-hyun · Huh Mi-mi · Kim Chann-yeong · Kim Ha-yun · Kim Jong-hoon · Kim Ju-hee · Kim Min-jong · Lee Hyeon-ji · Lee Joon-hwan · Lee Seung-yeob · Lee Ye-rang · Shin Chae-won | Németország · Erik Abramov · Mascha Ballhaus · Seija Ballhaus · Alina Böhm · Samira Bouizgarne · Miriam Butkereit · Timo Cavelius · Losseni Kone · Jano Rübo · Giovanna Scoccimarro · Eduard Trippel · Igor Wandtke |
| Vegyes csapat | Grúzia · Eter Askilashvili · Mikheili Bakhbakhashvili · Lasha Bekauri · Saba Inaneishvili · Eteri Liparteliani · Nino Loladze · Luka Maisuradze · Sophio Somkhishvili · Mariam Tchanturia · Guram Tushishvili | Dél-Korea · Bae Dong-hyun · Huh Mi-mi · Kim Chann-yeong · Kim Ha-yun · Kim Jong-hoon · Kim Ju-hee · Kim Min-jong · Lee Hyeon-ji · Lee Joon-hwan · Lee Seung-yeob · Lee Ye-rang · Shin Chae-won | Japán · Mao Arai · Megumi Fuchida · Tatsuki Ishihara · Sanshiro Murao · Kanta Nakano · Hyōga Ōta · Goki Tajima · Ruri Takahashi · Momo Tamaoki · Shiho Tanaka · Yudai Tanaka · Utana Terada                         |

## Éremtáblázat
| Helyezés | Nemzet                        | Arany | Ezüst | Bronz | Összesen |
| 1.       | Japán                         | 6     | 4     | 5     | 15       |
| –        | Nemzetközi Cselgáncsszövetség | 3     | 0     | 2     | 5        |
| 2.       | Grúzia                        | 2     | 2     | 1     | 5        |
| 3.       | Olaszország                   | 2     | 0     | 0     | 2        |
| 4.       | Dél-Korea                     | 1     | 1     | 3     | 5        |
| 5.       | Franciaország                 | 1     | 1     | 2     | 4        |
| 6.       | Németország                   | 0     | 1     | 3     | 4        |
| 7.       | Tádzsikisztán                 | 0     | 1     | 2     | 3        |
| 8.       | Brazília                      | 0     | 1     | 1     | 2        |
| 8.       | Koszovó                       | 0     | 1     | 1     | 2        |
| 10.      | Kanada                        | 0     | 1     | 0     | 1        |
| 10.      | Kazahsztán                    | 0     | 1     | 0     | 1        |
| 10.      | Horvátország                  | 0     | 1     | 0     | 1        |
| 13.      | Azerbajdzsán                  | 0     | 0     | 3     | 3        |
| 14.      | Mongólia                      | 0     | 0     | 2     | 2        |
| 15.      | Egyesült Arab Emírségek       | 0     | 0     | 1     | 1        |
| 15.      | Hollandia                     | 0     | 0     | 1     | 1        |
| 15.      | Magyarország                  | 0     | 0     | 1     | 1        |
| 15.      | Spanyolország                 | 0     | 0     | 1     | 1        |
| 15.      | Portugália                    | 0     | 0     | 1     | 1        |
| Összesen | Összesen                      | 15    | 15    | 30    | 60       |